# Nederlandsk nedersaksisk (sprog)
Nederlandsk nedersaksisk er en gruppe af ikke-standardiserede vest-germanske og nedersaksiske varianter. Disse tales primært i den nordlige og østlige del af Nederlandene (provinserne Groningen, Drenthe, Overijssel, i Gelderland-regionerne Veluwe og Achterhoek og Stellingwerven i den sydlige del af Friesland). 
Den nedersaksiske dialekter i Nederlandene er ikke en sproglig enhed; de hører endda til to forskellige afdelinger af det nederlandsk-nedersaksiske sprog (groningensk er en nord-nedersaksisk dialekt, de andre dialekter falder ind under vest-nedersaksisk). De vigtigste ligheder ligger i ordforrådet: Udbredelsen af nye ord slutter i dag normalt ved grænserne, og igennem den indflydelse, som medierne og styrelserne har på indførelsen og udbredelsen af ordene. Undtagelser er steder, der udgøres af internationalt prægede byområder: For eksempel har nederlandsk klart leksikalsk indflydelse på dialekten i Gronau.
Nederlandene anerkender nederlandsk-nedersaksisk som et officielt, regionalt sprog og indrømmer begrænset støtte, som formuleret i kapitel 2 af den Den europæiske pagt om regionale sprog eller mindretalssprog. Den sproglige kode (ISO 639-2) for nederlandsk-nedersaksisk er nds. I 2006 var der påbegyndt en Wikipedia på nederlandsk-nedersaksisk, dens sprogkode er: nds-nl.